# براد بيت (ملاكم)
براد بيت (بالإنجليزية: Brad Pitt) مواليد 8 نوفمبر 1981، هو ملاكم محترف أسترالي. شارك في دورة الألعاب الأولمبية الصيفية سنة 2008. حقق الميدالية الذهبية في دورة ألعاب الكومنولث 2006.

## إحصائيات
خاض خلال مسيرته 19 نزالا، فاز في 18 ولم يتعادل وخسر في 1. فاز بالضربة القاضية في 12 نزالا.

## الميداليات
| الميدالية | المسابقة                  |
| --------- | ------------------------- |
| ذهبية     | دورة ألعاب الكومنولث 2006 |

## وصلات خارجية
- براد بيت على موقع بوكس ريك (الإنجليزية) (registration required)
- براد بيت على موقع أوليمبيديا (الإنجليزية)
- براد بيت على موقع اللجنة الأولمبية الأسترالية (الإنجليزية)
- براد بيت على موقع اتحاد ألعاب الكومنولث (مؤرشف) (الإنجليزية)
- براد بيت على موقع دورة ألعاب الكومنولث 2006 (مؤرشف) (الإنجليزية)

- الموقع الرسمي